# Ćukovi
Ćukovi so naselje v občini Bihać, Bosna in Hercegovina. 

## Deli naselja
Ćukovi in Mrtolozi.

## Prebivalstvo
| Pregled števila prebivalcev po letih | Pregled števila prebivalcev po letih | Pregled števila prebivalcev po letih | Pregled števila prebivalcev po letih | Pregled števila prebivalcev po letih | Pregled števila prebivalcev po letih |
| ------------------------------------ | ------------------------------------ | ------------------------------------ | ------------------------------------ | ------------------------------------ | ------------------------------------ |
| 1948                                 | 1953                                 | 1961                                 | 1971                                 | 1981                                 | 1991                                 |
| -                                    | -                                    | -                                    | 442                                  | 460                                  | 462                                  |

| Narodna sestava prebivalstva po letih                                                                                      | Narodna sestava prebivalstva po letih                                                                                      | Narodna sestava prebivalstva po letih                                                                                      |
| --- | --- | --- |
| 1971 | 1981 | 1991 |
| . skupaj: 442 Muslimani 439 (99,32 %) Srbi 1 (0,22 %) Hrvati 0 (0,00 %) Jugoslovani 1 (0,22 %) drugi in neznano 1 (0,22 %) | . skupaj: 460 Muslimani 459 (99,78 %) Hrvati 1 (0,21 %) Srbi 0 (0,00 %) Jugoslovani 0 (0,00 %) drugi in neznano 0 (0,00 %) | . skupaj: 462 Muslimani 456 (98,70 %) Hrvati 2 (0,43 %) Srbi 1 (0,21 %) Jugoslovani 1 (0,21 %) drugi in neznano 2 (0,43 %) |